# Sangre

Componentes del tejido sanguíneo.

La sangre (del latín: sanguis, -ĭnis) es un tejido conectivo líquido, que circula por capilares, venas y arterias de todos los vertebrados. Su color rojo característico es debido a la presencia del pigmento hemoglobínico contenido en los glóbulos rojos.
Es un tipo de tejido conjuntivo especializado, con una matriz coloidal líquida y una constitución compleja. Tiene una fase sólida (elementos formes), que incluye a los eritrocitos (o glóbulos rojos), los leucocitos (o glóbulos blancos) y las plaquetas, y una fase líquida, representada por el plasma sanguíneo. Estas fases son también llamadas partes sanguíneas, las cuales se dividen en componente sérico (fase líquida) y componente celular (fase sólida).
Su función principal es la logística de distribución e integración sistémica, cuya contención en los vasos sanguíneos (espacio vascular) admite su distribución (circulación sanguínea) hacia prácticamente todo el organismo.
La sangre era denominada humor circulatorio en la antigua teoría grecorromana de los cuatro humores.
Para lo relacionado con la sangre se suele utilizar el prefijo de origen griego hemato- y sus variantes. La cantidad de este elemento presente en el cuerpo de un ser humano adulto varía entre 4,5 y 5,5 litros; llegando el varón a tener hasta 5,67. El proceso de formación de sangre se llama hematopoyesis. A la sangre corrompida en ocasiones se le conoce como «sanguaza».

## Función de la sangre
Como todos los tejidos del organismo la sangre cumple múltiples funciones necesarias para la vida. Dentro de las funciones de la sangre podemos distinguir:
- Participación en la defensa ante infecciones.
- Participación en el transporte de nutrientes y oxígeno hacia las células.
- Transporte de sustancias de desecho de dióxido de carbono (CO2) desde las células.[7]
- Participación en la termorregulación corporal.
- Transporte de hormonas, enzimas y otras sustancias reguladoras.
- Participación en la coagulación y cicatrización.

Para cumplir con todas estas funciones cuenta con diferentes tipos de células suspendidas en el plasma.
Todas las células que componen la sangre se fabrican en la médula ósea. Ésta se encuentra en el tejido esponjoso de los huesos planos (cráneo, vértebras, esternón, crestas ilíacas) y en los canales medulares de los huesos largos (fémur, húmero).
La sangre es un tejido renovable del cuerpo humano, esto quiere decir que la médula ósea se encuentra fabricando, durante toda la vida, células sanguíneas ya que éstas tienen un tiempo limitado de vida. Esta «fábrica», ante determinadas situaciones de salud, puede aumentar su producción en función de las necesidades de cada ser humano.
Por ejemplo, ante una hemorragia aumenta hasta siete veces la producción de glóbulos rojos y ante una infección aumenta la producción de glóbulos blancos.

## Desangramiento
Un desangramiento es una pérdida de sangre, que normalmente sucede a través de una herida.

## Uso terapéutico de la sangre

### Transfusión sanguínea
La transfusión sanguínea es un procedimiento en el que se transfunden componentes sanguíneos de un donante a un receptor. Esta técnica es utilizada en situaciones en las que se ha perdido una gran cantidad de sangre debido a una lesión o cirugía, en pacientes con trastornos de la sangre, como la anemia, o en pacientes que reciben tratamientos como la quimioterapia, que pueden afectar a la producción de células sanguíneas.
Existen diferentes componentes sanguíneos que pueden ser transfundidos, entre ellos:
- Glóbulos rojos: Los glóbulos rojos son responsables del transporte de oxígeno a los tejidos del cuerpo. En algunas situaciones, como en casos de pérdida de sangre importante, puede ser necesario transfundir glóbulos rojos para restaurar los niveles adecuados de oxígeno en el cuerpo.
- Plasma: El plasma es la parte líquida de la sangre y contiene proteínas, lípidos, hormonas, electrolitos y otros nutrientes. El plasma se utiliza en situaciones en las que se requiere una corrección rápida de la coagulación sanguínea, como en pacientes con hemofilia o con pérdida sanguínea masiva.
- Plaquetas: Las plaquetas son células sanguíneas responsables de la coagulación de la sangre. La transfusión de plaquetas se utiliza en situaciones en las que la coagulación está alterada, como en pacientes con trastornos de la coagulación o en pacientes que han recibido quimioterapia.

La transfusión sanguínea es una técnica segura y efectiva, pero como con cualquier procedimiento médico, puede haber riesgos asociados. Algunos de los riesgos incluyen reacciones alérgicas, infecciones, sobrecarga de fluidos y problemas de compatibilidad de grupos sanguíneos. Es importante que se realice una evaluación cuidadosa de la necesidad de la transfusión y que se utilicen medidas de seguridad adecuadas para minimizar los riesgos.

## Composición de la sangre
Como todo tejido, la sangre se compone de células y componentes extracelulares (su matriz extracelular). Estas dos fracciones tisulares vienen representadas por:
- Los elementos formes —también llamados elementos figurados—: son elementos semisólidos (es decir, mitad líquidos y mitad sólidos) y particulados (corpúsculos) representados por células y componentes derivados de células.
- El plasma sanguíneo: un fluido traslúcido y amarillento que representa la matriz extracelular líquida en la que están suspendidos los elementos formes. Este representa un medio isotónico para las células sanguíneas, las cuales sobreviven en un medio que esté al 0,9 % de concentración, como la solución salina, para proporcionar un ejemplo.

Los elementos formes constituyen alrededor del 45 % de la sangre. Tal magnitud porcentual se conoce con el nombre de hematocrito (fracción "celular"), adscribible casi en totalidad a la masa eritrocitaria. El otro 55 % está representado por el plasma sanguíneo (fracción acelular).
Los elementos formes de la sangre son variados en tamaño, estructura y función, y se agrupan en:
- Las células sanguíneas, que son los glóbulos blancos o leucocitos, células que «están de paso» por la sangre para cumplir su función en otros tejidos;
- Los derivados celulares, que no son células estrictamente, sino fragmentos celulares, están representados por los eritrocitos y las plaquetas; son los únicos componentes sanguíneos que cumplen sus funciones estrictamente dentro del espacio vascular.

### Glóbulos rojos

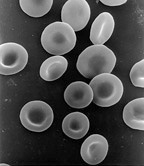
Los glóbulos rojos (eritrocitos) están presentes en la sangre y transportan el oxígeno hacia el resto de las células del cuerpo.

Los glóbulos rojos, hematíes o eritrocitos constituyen aproximadamente el 96 % de los elementos figurados. Su valor normal (conteo) promedio es de alrededor de 4 800 000 en la mujer, y de aproximadamente 5 400 000 en el varón, hematíes por mm³ (o microlitro).
Estos corpúsculos carecen de núcleo y orgánulos (solamente en mamíferos). Su citoplasma está constituido casi en su totalidad por la hemoglobina, una proteína encargada de transportar dioxígeno y contienen también algunas enzimas. El dióxido de carbono es transportado en la sangre (libre disuelto 8 %, como compuestos carbodinámicos 27 %, y como bicarbonato, este último regula el pH en la sangre). En la membrana plasmática de los eritrocitos están las glucoproteínas (CD) que definen a los distintos grupos sanguíneos y otros identificadores celulares.
Los eritrocitos tienen forma de disco bicóncavo deprimido en el centro. Esta forma particular aumenta la superficie efectiva de la membrana. Los glóbulos rojos maduros carecen de núcleo, porque lo expulsan en la médula ósea antes de entrar en el torrente sanguíneo (esto no ocurre en aves, anfibios y ciertos otros animales). Los eritrocitos en humanos adultos se forman en la médula ósea.

#### Hemoglobina
La hemoglobina —contenida exclusivamente en los glóbulos rojos— es un pigmento, una proteína conjugada que contiene el grupo “hemo”. También transporta el oxígeno, la mayor parte del cual se encuentra disuelto en el eritrocito y, en menor proporción, en el plasma.
Los niveles normales de hemoglobina están entre los 12 y 18 g/dl de sangre, y esta cantidad es proporcional a la cantidad y calidad de hematíes (masa eritrocitaria). La hemoglobina constituye el 90 % de los eritrocitos y, como pigmento, otorga su color característico, rojo, aunque esto solo ocurre cuando el glóbulo rojo está cargado de oxígeno.
Tras una vida media de 120 días, los eritrocitos son destruidos y extraídos de la sangre por el bazo, el hígado y la médula ósea, donde la hemoglobina se degrada en bilirrubina y el hierro es reciclado para formar nueva hemoglobina.

### Glóbulos blancos
Los glóbulos blancos o leucocitos forman parte de los actores celulares del sistema inmunitario, y son células con capacidad migratoria que utilizan la sangre como vehículo para tener acceso a diferentes partes del cuerpo. Los leucocitos son los encargados de destruir los agentes infecciosos y las células infectadas, y también segregan sustancias protectoras como los anticuerpos, que combaten a las infecciones.
El conteo normal de leucocitos está dentro de un rango de 4500 y 11 500 células por mm³ (o microlitro) de sangre, variable según las condiciones fisiológicas (embarazo, estrés, deporte, edad, etc.) y patológicas (infección, cáncer, inmunosupresión, aplasia, etc.). El recuento porcentual de los diferentes tipos de leucocitos se conoce como "fórmula leucocitaria" (ver Hemograma, más adelante).
Según las características microscópicas de su citoplasma (tintoriales) y su núcleo (morfología), se dividen en:
- Los agranulocitos o células monomorfonucleares: son los linfocitos y los monocitos; carecen de gránulos en el citoplasma y tienen un núcleo redondeado.
- Los granulocitos o células polimorfonucleares: son los neutrófilos, basófilos y eosinófilos; poseen un núcleo polimorfo y numerosos gránulos en su citoplasma, con tinción diferencial según los tipos celulares.

#### Granulocitos o células polimorfonucleares
- Basófilos: presentes en sangre entre 0,1 y 1,5 células por mm³, (0,2-1,2 % de los leucocitos). Presentan una tinción basófila, lo que los define. Segregan sustancias como la heparina, de propiedades anticoagulantes, y la histamina que contribuyen con el proceso de la inflamación. Poseen un núcleo a menudo cubierto por gránulos de secreción.
- Eosinófilos: presentes en la sangre entre 50 y 500 células por mm³ (1-4 % de los leucocitos). Aumentan en enfermedades producidas por parásitos, en las alergias y en el asma. Su núcleo, característico, posee dos lóbulos unidos por una fina hebra de cromatina, y por ello también se las llama "células en forma de antifaz".
- Neutrófilos, presentes en sangre entre 2500 y 7500 células por mm³. Son los más numerosos, ocupando entre un 55 % y un 70 % de los leucocitos. Se tiñen pálidamente, de ahí su nombre. Se encargan de fagocitar sustancias extrañas (bacterias, agentes externos, etc.) que entran en el organismo. En situaciones de infección o inflamación su número aumenta en la sangre. Su núcleo característico posee de 3 a 5 lóbulos separados por finas hebras de cromatina, por lo cual antes se los denominaba "polimorfonucleares" o simplemente "polinucleares", denominación errónea.

#### Agranulocitos o células monomorfonucleares
- Linfocitos: valor normal entre 1300 y 4000 por mm³ (24 % a 32 % del total de glóbulos blancos). Su número aumenta sobre todo en infecciones virales, aunque también en enfermedades neoplásicas (cáncer) y pueden disminuir en inmunodeficiencias. Los linfocitos son los efectores específicos del sistema inmunitario, ejerciendo la inmunidad adquirida celular y humoral. Hay dos tipos de linfocitos, los linfocitos B y los linfocitos T.

1. Los linfocitos B están encargados de la inmunidad humoral, esto es, la secreción de anticuerpos (sustancias que reconocen las bacterias y se unen a ellas y permiten su fagocitocis y destrucción). Los granulocitos y los monocitos pueden reconocer mejor y destruir a las bacterias cuando los anticuerpos están unidos a éstas (opsonización). Son también las células responsables de la producción de unos componentes del suero de la sangre, denominados inmunoglobulinas.
2. Los linfocitos T reconocen a las células infectadas por los virus y las destruyen con ayuda de los macrófagos. Estos linfocitos amplifican o suprimen la inmunorrespuesta general, regulando a los otros componentes del sistema inmunitario, y segregan gran variedad de citoquinas. Constituyen el 70 % de todos los linfocitos.

Tanto los linfocitos T como los B tienen la capacidad de «recordar» una exposición previa a un antígeno específico, así cuando haya una nueva exposición a él, la acción del sistema inmunitario será más eficaz.
- Monocitos: Conteo normal entre 150 y 900 células por mm³ (del 2 al 8 % del total de glóbulos blancos). Esta cifra se eleva casi siempre por infecciones originadas por virus o parásitos. También en algunos tumores o leucemias. Son células con núcleo definido y con forma de riñón. En los tejidos se diferencian hacia macrófagos o histiocitos.

### Plaquetas
Las plaquetas (trombocitos) son fragmentos celulares pequeños (2-3 μm de diámetro), ovales y sin núcleo. Se producen en la médula ósea a partir de la fragmentación del citoplasma de los megacariocitos quedando libres en la circulación sanguínea. Su valor cuantitativo normal se encuentra entre 250 000 y 450 000 plaquetas por mm³ (en España, por ejemplo, el valor medio es de 226 000 por microlitro con una desviación estándar de 46 000).
Las plaquetas sirven para taponar las lesiones que pudieran afectar a los vasos sanguíneos. En el proceso de coagulación (hemostasia), las plaquetas contribuyen a la formación de los coágulos (trombos), así son las responsables del cierre de las heridas vasculares. (Véase trombosis). Una gota de sangre contiene alrededor de 250 000 plaquetas.
Su función es coagular la sangre, cuando se rompe un vaso circulatorio las plaquetas rodean la herida para disminuir el tamaño y así evitar el sangrado.
El fibrinógeno se transforma en unos hilos pegajosos y junto con las plaquetas forman una red para atrapar a los glóbulos rojos, red que se coagula y forma una costra con lo que se evita la hemorragia.

### Plasma sanguíneo
El plasma sanguíneo es la porción líquida de la sangre que forma parte del líquido extracelular. Es el mayor componente de la sangre, representando un 55 % del volumen total de la sangre, con unos 40-50 mL/kg peso. Es salado y de color amarillento traslúcido. Además de transportar las células de la sangre, lleva los nutrientes y las sustancias de desecho recogidas de las células.
El plasma sanguíneo es esencialmente una solución acuosa, ligeramente más densa que el agua, con un 90 % agua, un 10 % de proteínas y algunas trazas de otros materiales. El plasma es una mezcla de muchas proteínas vitales, aminoácidos, glúcidos, lípidos, sales, hormonas, enzimas, anticuerpos, urea, gases en disolución y sustancias inorgánicas como sodio, potasio, cloruro de calcio, carbonato y bicarbonato.
Entre estas proteínas están: fibrinógeno (para la coagulación), globulinas (regulan el contenido del agua en la célula, forman anticuerpos contra enfermedades infecciosas), albúminas (ejercen presión osmótica para distribuir el agua entre el plasma y los líquidos del cuerpo) y lipoproteínas (amortiguan los cambios de pH de la sangre y de las células y hacen que la sangre sea más viscosa que el agua). Otras proteínas plasmáticas importantes actúan como transportadores hasta los tejidos de nutrientes esenciales como el cobre, el hierro, otros metales y diversas hormonas. Los componentes del plasma se forman en el hígado (albúmina y fibrinógeno), las glándulas endocrinas (hormonas), y otros en el intestino.
Cuando se coagula la sangre y se consumen los factores de la coagulación, la fracción fluida que queda se denomina suero sanguíneo.

## Características físico-químicas
- La sangre es un fluido no newtoniano (ver Ley de Poiseuille y flujo laminar de perfil parabólico), con movimiento perpetuo y pulsátil, que circula unidireccionalmente contenida en el espacio vascular (sus características de flujo se adaptan a la arquitectura de los vasos sanguíneos). El impulso hemodinámico es proporcionado por el corazón en colaboración con los grandes vasos elásticos.
- La sangre suele tener un pH entre 7,33 y 7,44 (valores presentes en sangre arterial). Sus variaciones más allá de esos valores son condiciones que deben corregirse pronto (alcalosis, cuando el pH es demasiado básico, y acidosis, cuando el pH es demasiado ácido).
- Los valores de pH compatibles con la vida que requieren una corrección inminente son: 6,8-8.
- Una persona adulta tiene alrededor de 4-5 litros de sangre (7 % de peso corporal), a razón de unos 65 a 71 mL de sangre por kg de peso corporal.

## Grupos sanguíneos
Hay 4 grupos sanguíneos básicos los cuales son:
- Grupo A con antígenos A en los glóbulos rojos y anticuerpos anti-B en el plasma.
- Grupo B con antígenos B en los glóbulos rojos y anticuerpos anti-A en el plasma.
- Grupo AB con antígenos A y B en los glóbulos rojos y sin los anticuerpos anti-A ni anti-B en el plasma. Este grupo se conoce como "receptor universal de sangre", ya que puede recibir sangre de cualquier grupo, pero no puede donar más que a los de su propio tipo.
- Grupo O sin antígenos A ni B en los glóbulos rojos y con los anticuerpos anti-A y anti-B en el plasma. Este grupo se conoce como "donador universal de sangre", ya que puede donar sangre a cualquier grupo, pero no puede recibir más que de su propio tipo.

Además existen otros 32 tipos mucho más raros, pero al ser menos antigénicos, no se consideran dentro de los principales.
El grupo sanguíneo AB+ se conoce como receptor universal, ya que puede recibir glóbulos rojos de cualquier grupo sanguíneo, pues no tiene ningún tipo de anticuerpo en el plasma. En cambio, el grupo O- se conoce como donador universal, ya que sus glóbulos rojos (eritrocitos) no poseen ningún tipo de antígeno en la superficie del glóbulo y estos pueden ser transfundidos a cualquier persona que los necesite sin desencadenar reacción antígeno-anticuerpo.
Si a una persona con un tipo de sangre se le transfunde sangre de otro tipo puede enfermar gravemente e incluso morir, porque se produce la aglutinación de los eritrocitos en la sangre por la unión del antígeno presente en la superficie del glóbulo rojo con el anticuerpo disuelto en el plasma del paciente que recibe la sangre. Los hospitales tratan de hallar siempre sangre compatible con el tipo que la del paciente, en los bancos de sangre.

### Hemólisis en transfusiones sanguíneas erróneas
Al transferir sangre incompatible a un paciente, este sufre un proceso de hemólisis, el cual consiste en la destrucción de los hematíes introducidos y la liberación de hemoglobina. A su vez, el organismo sufre la obstrucción de sus vasos sanguíneos debido a la formación de coágulos resultantes de la reacción, pudiendo ocasionar una insuficiencia renal, hipotensión severa, o incluso la muerte.

## Fisiología de la sangre
Una de las funciones de la sangre es proveer nutrientes (oxígeno, glucosa), elementos constituyentes del tejido y conducir productos de la actividad metabólica (como dióxido de carbono).
La sangre también permite que células y distintas sustancias (aminoácidos, lípidos, hormonas) sean transportados entre tejidos y órganos.
La fisiología de la sangre está relacionada con los elementos que la componen y por los vasos que la transportan, de tal manera que:
- Ayuda a regular la temperatura corporal.
- Coagulación de la sangre y hemostasia: gracias a las plaquetas y a los factores de coagulación.
- Defiende el cuerpo de las infecciones, gracias a las células de defensa o glóbulo blanco.
- Homeostasis en el transporte del líquido extracelular, es decir en el líquido intravascular.
- Rechaza el trasplante de órganos ajenos y alergias, como respuesta del sistema inmunitario.
- Responde a las lesiones que producen inflamación, por medio de tipos especiales de leucocitos y otras células.
- Transporta el dióxido de carbono desde todas las células del cuerpo hasta los pulmones donde se disocia en CO2 y H2O.
- Transporta mensajeros químicos, como las hormonas.
- Transporta los nutrientes contenidos en el plasma sanguíneo, como glucosa, aminoácidos, lípidos y sales minerales desde el hígado, procedentes del aparato digestivo a todas las células del cuerpo.
- Transporta el oxígeno desde los pulmones al resto del organismo, transportado por la hemoglobina contenida en los glóbulos rojos.

## Hematopoyesis
Las células sanguíneas son producidas en la médula ósea de los huesos largos y planos en la edad adulta; este proceso es llamado hematopoyesis. El componente proteico es producido en el hígado, mientras que las hormonas son producidas en las glándulas endocrinas y la fracción acuosa es mantenida por el riñón y el tubo digestivo.
Las células sanguíneas son degradadas por el bazo y las células de Kupffer en el hígado (hemocateresis). Este último, también elimina las proteínas y los aminoácidos. Los eritrocitos usualmente viven algo más de 120 días antes de que sea sistemáticamente reemplazados por nuevos eritrocitos creados en el proceso de eritropoyesis, estimulada por la eritropoyetina, una hormona secretada en su mayor parte por los riñones y en menores cantidades por hígado y páncreas.

## Viscosidad y resistencia
La resistencia del flujo sanguíneo no solo depende del radio de los vasos sanguíneos (resistencia vascular), sino también de la viscosidad sanguínea. El plasma es casi 1.8 veces más viscoso que el agua y la sangre entera es tres o cuatro veces más viscosa que el agua. Por lo tanto, la viscosidad depende en mayor medida del hematocrito, el efecto de la viscosidad se desvía de lo esperado con base en la fórmula de Poiseuille-Hagen.

## Transporte de gases
La oxigenación de la sangre se mide según la presión parcial del dioxígeno. Un 98,5 % del dioxígeno está combinado con la hemoglobina, solo el 1,5 % está físicamente disuelto. La molécula de hemoglobina es la encargada del transporte de dioxígeno en los mamíferos y otras especies.
Con la excepción de la arteria pulmonar y la arteria umbilical, y sus venas correspondientes, las arterias transportan la sangre oxigenada desde el corazón y la entregan al cuerpo a través de las arteriolas y los tubos capilares, donde el dioxígeno es consumido. Posteriormente, las venas transportan la sangre desoxigenada de regreso al corazón.
Bajo condiciones normales, en humanos, la hemoglobina en la sangre que abandona los pulmones está alrededor del 96-97 % saturada con dioxígeno; la sangre "desoxigenada" que retorna a los pulmones está saturada con dioxígeno en un 75 %.
Un feto, recibiendo dioxígeno a través de la placenta, es expuesto a una menor presión de dioxígeno (alrededor del 20 % del nivel encontrado en los pulmones de un adulto), por eso los fetos producen otra clase de hemoglobina con mayor afinidad por el dioxígeno (hemoglobina F) para poder extraer la mayor cantidad posible de dioxígeno de su escaso suministro.

### Transporte de dióxido de carbono
Cuando la sangre sistémica arterial fluye a través de los capilares, el dióxido de carbono se dispersa desde los tejidos a la sangre. Parte del dióxido de carbono es disuelto en la sangre. Y, a la vez, algo del dióxido de carbono reacciona con la hemoglobina para formar carboaminohemoglobina. El resto del dióxido de carbono (CO2) es convertido en bicarbonato e iones hidrógeno. La mayoría del dióxido de carbono es transportado a través de la sangre en forma de iones bicarbonato (CO3H-).

### Transporte de iones hidrógeno
Algo de la oxihemoglobina pierde dioxígeno y se convierte en desoxihemoglobina. La desoxihemoglobina tiene una mayor afinidad por el H+ que la oxihemoglobina, por lo cual se asocia con la mayoría de los iones hidrógeno.

## Circulación de la sangre
La función principal de la circulación es el transporte de agua y de sustancias vehiculizadas mediante la sangre para que un organismo realice sus actividades vitales.
En el ser humano está formado por:
- Arterias: las arterias están hechas de tres capas de tejido, uno muscular en el medio y una capa interna de tejido epitelial.
- Capilares: los capilares están embebidos en los tejidos, permitiendo además el intercambio de gases dentro del tejido. Los capilares son muy delgados y frágiles, teniendo solo el espesor de una capa epitelial.
- Corazón: órgano musculoso situado en la cavidad torácica, entre los dos pulmones. Su forma es cónica, algo aplanado, con la base dirigida hacia arriba, a la derecha, y la punta hacia abajo, a la izquierda, terminando en el 5.º espacio intercostal.[13]
- Venas: las venas transportan sangre a más baja presión que las arterias, no siendo tan fuerte como ellas. La sangre es entregada a las venas por los capilares después que el intercambio entre el oxígeno y el dióxido de carbono ha tenido lugar. Las venas transportan sangre rica en residuos de vuelta al corazón y a los pulmones. Las venas tienen en su interior válvulas que aseguran que la sangre con baja presión se mueva siempre en la dirección correcta, hacia el corazón, sin permitir que retroceda. La sangre rica en residuos retorna al corazón y luego todo el proceso se repite.

## Hemograma
El hemograma es el informe impreso resultante de un análisis cuali-cuantitativo de diversas variables mensurables de la sangre. El hemograma básico informa sobre los siguientes datos:
- Índices corpusculares
- Recuento de elementos formes
- Valores de hemoglobina
- Valores normales

## Enfermedades en la sangre
La hematología es la especialidad médica que se dedica al estudio de la sangre y sus afecciones relacionadas. El siguiente es un esquema general de agrupación de las diversas enfermedades de la sangre:
- Enfermedades de la hemostasia
- Enfermedades del sistema eritrocitario
- Enfermedades del sistema leucocitario
- Hemopatías malignas (leucemias/linfomas, discrasias y otros)

Las enfermedades de la sangre básicamente, pueden afectar elementos celulares (eritrocitos, plaquetas y leucocitos), plasmáticos (inmunoglobulinas, factores hemostáticos), órganos hematopoyéticos (médula ósea) y órganos linfoides (ganglios linfáticos y bazo). Debido a las diversas funciones que los componentes sanguíneos cumplen, sus trastornos darán lugar a una serie de manifestaciones que pueden englobarse en diversos síndromes.
Los síndromes hematológicos principales:
- Síndrome adenopático
- Síndrome anémico
- Síndrome de insuficiencia medular global
- Síndrome disglobulinhémico
- Síndrome esplenomegálico
- Síndrome granulocitopénico
- Síndrome hemorrágico
- Síndrome linfoproliferativo crónico (con expresión leucémica)
- Síndrome mielodisplásico
- Síndrome mieloproliferativo crónico
- Síndrome poliglobúlico